# Себастијан Зјани де Феранти
Себастијан Зјани де Феранти (енгл. Sebastian Pietro Innocenzo Adhemar Ziani de Ferranti )рођен је 9. априла 1864. у Ливерпулу, а умро је 13. јануара 1930. у Цириху. 	Био је британски инжењер електротехнике и проналазач.	

## Живот
Његов отац, италијан, Цезар био је фотограф (син композитора Marco Aurelio Zani de Ferranti), а његова мајка Juliana de Ferranti (née Scott) била је концертни пијаниста. Био је школован на колеџу St. Augustine's, Ramsgate, а кратко време је похађао вечерњу наставе на Универзитетском колеџу у Лондону, али његово знање о науци стекао је самообразовања, читањем књига, проучавањем онога што су други урадили и израдом сопствених експеримената. Пре него што је отишао у школу изградио је батерију која је производила свјетло, а када је био у Рамсгатеу 1878. године, у 14 години изградио је генератор. Године 1882. започео је сопствени посао са Алфредом Томсоном и Ф. Инсом као и његовим партнерима. Ова комбинација је формирана да експлоатише "Феранти генератор", машину са равним намотајима без гвожђа у својим језгрима, која се монтирају на чвориште и ротирају између полова прстена електромагнета. 
Оженио се Гертруд Рут Инс 24. априла 1888. године и имали су седморо дјеце . Феранти је умро 13. јануара 1930. године у Цириху, Швајцарска. Био је сахрањен у истом гробу као његови родитељи, а његова ћерка Иоланда на гробљу Хампстед у Лондону.
Његов унук, Базил де Феранти, био је конзервативни политичар који је представио Моркејмб и Лонздејл крајем педесетих и почетком шездесетих година.

## Научни рад
Феранти је још од детињства показао изузетан таленат за електротехнику. Његов први проналазак, у доби од 13 година, била је батерија за улично осветљење. Извесно је да је са око 16 година изградио електрични генератор (који је имао "Зиг-заг арматуре") уз помоћ Вилиам Томсона (будући Лорд Келвин), а касније патентирао уређај (назван "Феранти Генератор"). Радио је за Сиеменс Брадрс у Чарлтону у Лондону, а 1882. године изложио је је у Лондону различите електричних уређаја испред фирма Феранти, Томпсон и Инс.
Крајем осамдесетих година прошлог века дошло је до расправе унутар индустрије о преносу електричне енергије, познате као рат струје. Томас Едисон подржао је систем заснован на директној струји (ДЦ), у великој мјери због држања многих кључних патената и постављања неких електрана које снабдијевају снаге ДЦ. Ривалска компанија Вестингхаус електична корпорација подржала је систем алтернативне струје (АЦ).
Феранти се кладио на АЦ раније, и био је један од ретких стручњака у овом систему у Великој Британији. Године 1887, Лондон Електрик Компорејшн (ЛЕСЦо) је унајмио Феранти за дизајн своје електране у Дептфорду. Дизајнирао је зграду, фабрику за производњу и дистрибутивни систем. По завршетку 1891. године, то је била прва модерна електрана, која снабдева високонапонско напајање наизменичном струјом која је тада била намењена за потрошачку употребу у свакој улици. Овај основни систем остаје у употреби данас широм свијета. Једна од преосталих носача у производној хали Дептфорд Павер Стејшна представља оквир знака у Музеју науке и индустрије у Манчестеру, дом архиве Феранти.
С. З. де Феранти, фирма коју је Феранти основао 1885. године, Францис Инс и Чарлес Спаркс као партнери, постали су С. З де Феранти доо 1890. и Феранти доо 1900. године, након оставке Инса и Спаркса. Феранти доо је надживио свог оснивача и развио Феранти Марк 1, први на свету комерцијално доступан рачунар опште намене, 1951.
Себастијан де Феранти био је председник Институције електротехнике 1910. и 1911. године, а 1927. изабран је за члана Краљевског друштва. Добио је почасни докторат са Универзитета у Манчестеру 1912. године. Феранти је био активно укључен у формирање Британског удружења електричних и савезних произвођача (БЕАМА) 1911. године и њен први предсједник, до 1913.